# Радио-1
Радио-1 (Радио Один) — российский радиоканал в 1992—1997 гг. Вещание по нему велось Российской государственной телерадиокомпанией «Останкино» в 1992—1996 годах и Общероссийской радиостанцией «Радио-1» в 1996—1997 годах. Редакции и студии телерадиокомпании, по которой она вещала по радиоканалу, располагались в телецентре «Останкино».

## История
В начале 1992 года вещание программы было передано Российской государственной телерадиокомпании «Останкино» (последняя была создана вместо Всесоюзной государственной телевизионной и радиовещательной компании ещё 27 декабря 1991 года), однако 12 октября 1995 года начался процесс её ликвидации, а 17 мая 1996 года вещание по радиоканалу было передано одноимённому государственному учреждению, однако 19 сентября 1997 года оно было ликвидирована.

## Частоты
- Дальний Восток, Хабаровск ДВ 270 кГц
- Центр Европейской части России
  - Длинные волны — 171 кГц и 234 кГц
  - Средние волны — 1476 кГц
- Север, Северо-Запад и Северо-Восток Европейской части России
  - Длинные волны — 171 кГц и 234 кГц
- Северный Кавказ и Закавказье
  - Длинные волны — 171 кГц и 234 кГц
  - Средние волны — 891 кГц[4]
- Москва — 171 кГц; 1476 кГц; 4055 МГц; 72,8 МГц;
- Брянск — 69,4 МГц;
- Воронеж — 71,3 МГц;
- Иваново — 71,9 МГц;
- Липецк — 69,1 МГц;
- Рязань — 70,3 МГц;
- Смоленск — 66,3 МГц;
- Нижний Новгород — 78,5 МГц;
- Тула — 72,71 МГц;
- Ижевск — 68,8 МГц;
- Чебоксары — 69,8 МГц;
- Ярославль — 71,6 МГц;
- Вологда — 71,4 МГц;
- Киров — 72,2 МГц;
- Новгород — 70,6 МГц;
- Волгоград — 72,8 МГц;
- Нальчик — 73,0 МГц;
- Ростов-на-Дону — 70,5 МГц;
- Казань — 67,5 МГц.

В конце 1991 года также ретранслировалась на длинных и средних волнах на Украине (171 кГц, 234 кГц и 1431 кГц), на длинных волнах в Молдавии (234 кГц), на длинных и ультракоротких волнах в Белоруссии (171 кГц), Литве (171 кГц), Латвии (171 и 234 кГц) и Эстонии (171 и 234 кГц), в Грузии, Азербайджане и Армении на длинных, средних и ультракоротких волнах (171, 234 и 891 кГц).

## Радиопередачи
- «Последние известия» — информационная программа в 05.00-05.10, 06.00-06.15, 08.00-08.15, 12.00-13.00 (с 1994 года — «Собеседник» в 11.00-11.45, до 18 ноября 1991 года — 13.00-13.15[6][7], до 30 декабря 1991 года также и в 10.00-10.15 и 17.00-17.15[8][9]), 15.00-15.15, 19.00-19.30 (с 1994 года — «Собеседник» в 18.30-19.30), 22.00-23.00 (до 9 декабря 1991 года — 22.00-22.15 и 23.00-23.10[10][11])
  - «Неделя» — воскресное приложение в 17.00-18.00
- «Союз» — ежедневная общественно-политическая программа в 12.00-12.30 (до 17 ноября 1991 года[12][7])
- «Ритм» — утренняя музыкальная программа в 5.10-06.00
- «Утро» — информационно-публицистическая программа в 6:30 и 7:30
- «Из газетных и журнальных публикаций»
- «Вместе с петухами» — ежедневный утренний концерт по заявкам для жителей села
- «Bel canto» — программа об оперном искусстве, авторская программа Елизаветы Канаузовой, соведущий Александр Миловидов.
- «Игра в классики» — гости программы деятели искусства, кино, спорта. Авторская программа Елизаветы Канаузовой.
- «Русская провинция»
- «Танцы на воде»
- «Музыка для вас» — концерт по заявкам
- «Музыка друзьям»
- «Музыкальный глобус»
- «Девятый вал»
- «Содружество» — понедельник, среда, 17.00-19.00, вторник, четверг, 11.00-12.00
- «Полуночник» — музыкальная программа по будням и по воскресеньям в 00.00-02.00
- «Из золотого фонда детского радио»
- «Карусель» — радиоигра
- «С добрым утром!» — воскресенье, 08.45-09.30 (10.15-11.45)
- «Опять двадцать пять» — юмористическая программа, будни, 06.30-06.55
- «78 децибел» — юмористическая программа
- «Собираясь на работу» — музыкальная программа, будни, 07.20-07.45 (08.00)
- «105» — музыкальная программа, воскресенье, 06.15-08.00
- «Фея музыки» — детская программа, воскресенье, 08.30-08.45
- «Мир за неделю» — еженедельная международная общественно-политическая программа, воскресенье 11.00-11.30
- «Спортивное обозрение» — еженедельная спортивно-публицистическая программа, воскресенье, 22.15-22.30
- «Смена» — будни, 09.00-11.00, ежедневно, 15.15-17.00[13][14], позднее 09.00-10.00 и 16.00-17.00[15][16]
  - «Аз, буки, веди» — детская образовательная передача, понедельник, вторник, среда, пятница, 09.00
  - «Альбом Бим-Бом» — детская художественно-публицистическая передача, понедельник, среда, пятница, 10.00
  - «Пингвин» — утренний выпуск программы «Смена», с понедельника[17][18] по субботу в 07.00-07.20
  - «Архимед» — познавательная программа для школьников, среда, 15.15
  - «Вертикаль» — прямой информационно-публицистический канал для старшеклассников, четверг[19][20]
  - «Секреты домашнего общения» — по воскресеньям[21][22]
- «Вечера на улице Качалова» — понедельник, вторник, четверг, суббота и воскресенье в 19.30-22.00
- «ЛИК представляет» — понедельник, вторник, пятница, 13.35-15.00
- «В рабочий полдень» — будни, 13.00-13.30[23][24][25][26][27][28]
- «Домочадцы» — передача для детей и родителей
- «Согласие» — канал межнационального общения МТРК «Мир» и главной редакции музыкальных программ «Радио 1»
- «Дом семь, подъезд четыре» — радиосериал
- «Тема номер один» — профсоюзный проблемно-публицистический радиожурнал
- «России звонкие края»
- «Встреча с песней» (до 1997 года, позднее на «Радио России»)
- «Эстрадная мозаика»
- «Торговый ряд» — рекламная передача
- «Музыкальный радиоурок» — программа для школьников младшего возраста
- «Микрофон — молодым»
- «Классика: вчера, сегодня, завтра»
- «Вечер юмористического рассказа»
- «До завтрака»
- «Русская поэзия» — альманах
- «Тихий час» — юмористическая программа
- «За час до полуночи и позже»
- «Музыкальное соцветие»
- «Радиохит» — музыкальный хит-парад
- «Нескучный сад» — литературная передача
- «Кто рано встает»
- «БИС. Беседуем, играем, слушаем»
- «Непоседы» — радиогазета для детей
- «Утро делового человека»
- «Писатели у микрофона»
- «Родная природа»
- «Из фондов радио»
- «Контрасты» — музыкальная программа
- «Звездный ангажемент»
- «Вам отвечает специалист»
- «Английский язык для всех»
- «Однажды» — юмористическая программа
- «До-ми-но»
- Радиостанция «Радонеж»
- «Неделя: день за днем»
- «Музыка для влюбленных»
- «Приглашают радиостудии страны»

## Ведущие эфира и журналисты
- Айгинин Искандер («Готовый завтрак», "Кабачок «13 хитов»)
- Аравянц Карина
- Беседина, Галина Ильинична («Напиши мне письмо»)
- Берлин, Диана Иосифовна («День сегодняшний»)
- Вощанов, Павел Игоревич («Разговор со страной»)
- Вартанова Нана («Великая иллюзия»)
- Гордеева Галина («В рабочий полдень»)
- Гудкова Татьяна («Театральный вечер»)
- Дубовицкий Игорь («Ровесники»)
- Дубовцева Людмила Ивановна («В рабочий полдень»)
- Дьякова Юлия («Ещё не вечер»)
- Жарова Елена («Ананасы в шампанском», «Молодёжный проспект»)
- Журавлёва Мария («Улица Вахтангова, дом 12-а», «Сегодня и всегда»)
- Ивашкин Павел («В рабочий полдень»)
- Иконников Михаил («Горячая пластинка»)
- Ильницкий Евгений («Больше хороших рок-н-роллов»)
- Канаузова Елизавета («Bel canto»,"Игра в классики", новостной ведущий)
- Кирик Вячеслав («Готовый завтрак»)
- Кендзиор Николай (Новости спорта)
- Кордюкова Ольга («Вполголоса о главном»)
- Кувшинчиков Дмитрий («Молодёжный проспект», «По дороге в ночь», «Радиосваха»)
- Кузина Тамара («С добрым утром»)
- Кудряшов Артём («Молодёжный проспект»)
- Левин Борис («Стадион»)
- Лиходиевская Галина ("Альбом «Бим-Бом», «Перекресток»)
- Марчаковский Александр («Русский музыкальный клуб»)
- Михайлов Алексей («День сегодняшний», «Любимчики Луны»)
- Новожилова Галина («С добрым утром»)
- Сальникова Анна («В рабочий полдень», «Анютины глазки», «Воскресный чай»)
- Скороходов, Глеб Анатольевич («Забытые мелодии»)
- Татарский, Виктор Витальевич («Встреча с песней»)
- Труханова Елена («В рабочий полдень», «Знакомы ли Вам эти произведения?»)
- Углова Зинаида («Молодёжный проспект»)
- Ухов, Дмитрий Петрович («Джазовый будильник», «Контрасты»)
- Фахми, Фарида Саидовна («Клуб любителей классической музыки»)[29][30][31]
- Чудинов Роман («Архимед», «Загадайка-угадайка», «Необыкновенная астрономия», «Эрудит»)
- Шабанова, Раиса Ивановна
- Шаганов Александр («Воскресный чай»)

## Дикторы
- Илья Прудовский
- Татьяна Вишневская
- Алексей Ковалёв
- Ирина Корзинкина
- Светлана Репина
- Фаина Лихачёва
- Ирина Ложкина
- Андрей Хлебников